# Caesalpinia latisiliqua
Caesalpinia latisiliqua är en ärtväxtart som först beskrevs av Antonio José Cavanilles, och fick sitt nu gällande namn av T.A. Hattink. Caesalpinia latisiliqua ingår i släktet Caesalpinia och familjen ärtväxter. Inga underarter finns listade i Catalogue of Life.